# ROCS Tả Doanh (DDG-1803)
ROCS Tả Doanh (DDG-1803) (左營) là tàu khu trục lớp Cơ Long trang bị tên lửa dẫn đường đang phục vụ cho Hải quân Trung Hoa Dân Quốc.

## Hoạt động
Tàu được chính thức nhập biên chế tại Tô Áo, Nghi Lan, căn cứ hải quân ở đông bắc Đài Loan vào ngày 3 tháng 11 năm 2006 cùng với tàu cùng lớp ROCS Mã Công (DDG-1805). Tả Doanh được đặt tên theo căn cứ hải quân lớn nhất ở Đài Loan, Căn cứ Hải quân Tả Doanh ở Tả Doanh, Cao Hùng ở miền nam Đài Loan. Căn cứ Hải quân Tso Ying cũng là địa điểm của Học viện Hải quân và Trụ sở Đội tàu Cộng hòa Trung Quốc.
Tả Doanh, trước đây là USS Kidd (DDG-993), tàu đầu tiên của tàu khu trục lớp Kidd của Hải quân Hoa Kỳ, đã được Trung Hoa Dân Quốc mua vào năm 2004. Tên mới của tàu trong biên chế Trung Hoa Dân Quốc ban đầu được dự kiến đặt tên Chi Teh (紀德), là tên chuyển ngữ của Kidd sang Tiếng Trung Quốc.

## Trang bị
Cảm biến/radar: Hệ thống radar trên tàu gồm: radar định vị phát hiện mục tiêu nổi AN/SPS-55; radar định vị phát hiện mục tiêu trên không 3D AN/SPS-48E; radar chuyển hướng, dẫn đường Raytheon AN/SPS-64V9; radar điều khiển hỏa lực AN/SPG-60; radar đa năng vừa trinh sát vừa kiểm soát hỏa lực AN/SPQ-9A; sonar kết hợp chủ/bị động phát hiện và xác định vị trí tàu ngầm AN/SQS-53D.
Hệ thống thông tin liên lạc: Hệ thống thông tin liên lạc trên tàu được kiểm soát bởi hệ thống NACMAVS.
Tên lửa: Tên lửa phòng không RIM-66L-2 Standard SM-2MR Block IIIA; Tên lửa chống hạm RGM-84L Harpoon; Tên lửa chống hạm Hùng Phong III;
Pháo hạm: Pháo hạm Mk-45 Mod 2 127mm; Hệ thống pháo phòng không tầm gần Mk-15 Phalanx 20mm;
Ngư lôi: Ngư lôi Mk-46; Tên lửa chống ngầm RUR-5 ASROC;
Trực thăng săn ngầm: Đuôi tàu có nhà chứa và sàn đáp cho hai trực thăng săn ngầm S-70C Blue Hawk